# Reno de Medici
Reno De Medici S.p.A. ist eine italienische Aktiengesellschaft der Kartonindustrie.
Sie produziert, verarbeitet und vertreibt Kartonprodukte. Gegründet wurde das Unternehmen 1967 als Cartiera del Reno mit einer Produktionskapazität von 8000 Tonnen Karton pro Jahr. In den folgenden Jahren erweiterte das Unternehmen seine Kapazitäten durch Investitionen und Zukäufe stetig. Mit dem Erwerb der Cartiera Binda de Medici kam es 1986 zur Namensänderung in Reno de Medici S.p.A.  Bis 1998 steigerte sich die Produktion auf 950.000 Tonnen und einen europäischen Marktanteil an Kartonprodukten von 20 %.
Das Unternehmen besteht aus Tochtergesellschaften in Italien, Frankreich, Spanien und Deutschland. Notiert ist das Unternehmen an den Börsen von Mailand und Madrid. Insgesamt beschäftigt das Unternehmen 1500 Mitarbeiter. Der Umsatz lag 2011 bei 507 Millionen Euro.
Seit 2008 ist die Firma mit den europäischen Standorten der kanadischen Firma Cascades fusioniert. De Medici war daran mit einem Anteil von 70 % und Cascades mit 30 % beteiligt. Cascades brachte in die Fusion die Recycling-Karton Standorte Arnsberg und Blendecques sowie das Schneidzentrum in Wednesbury ein und es wurde die gemeinsame Vertriebsgesellschaft Careo gegründet. Stand Juni 2013 ist Cascades im Besitz von 57,6 % der Stammaktien und nach wie vor der größte Aktionär von Reno de Medici.

## Deutschland

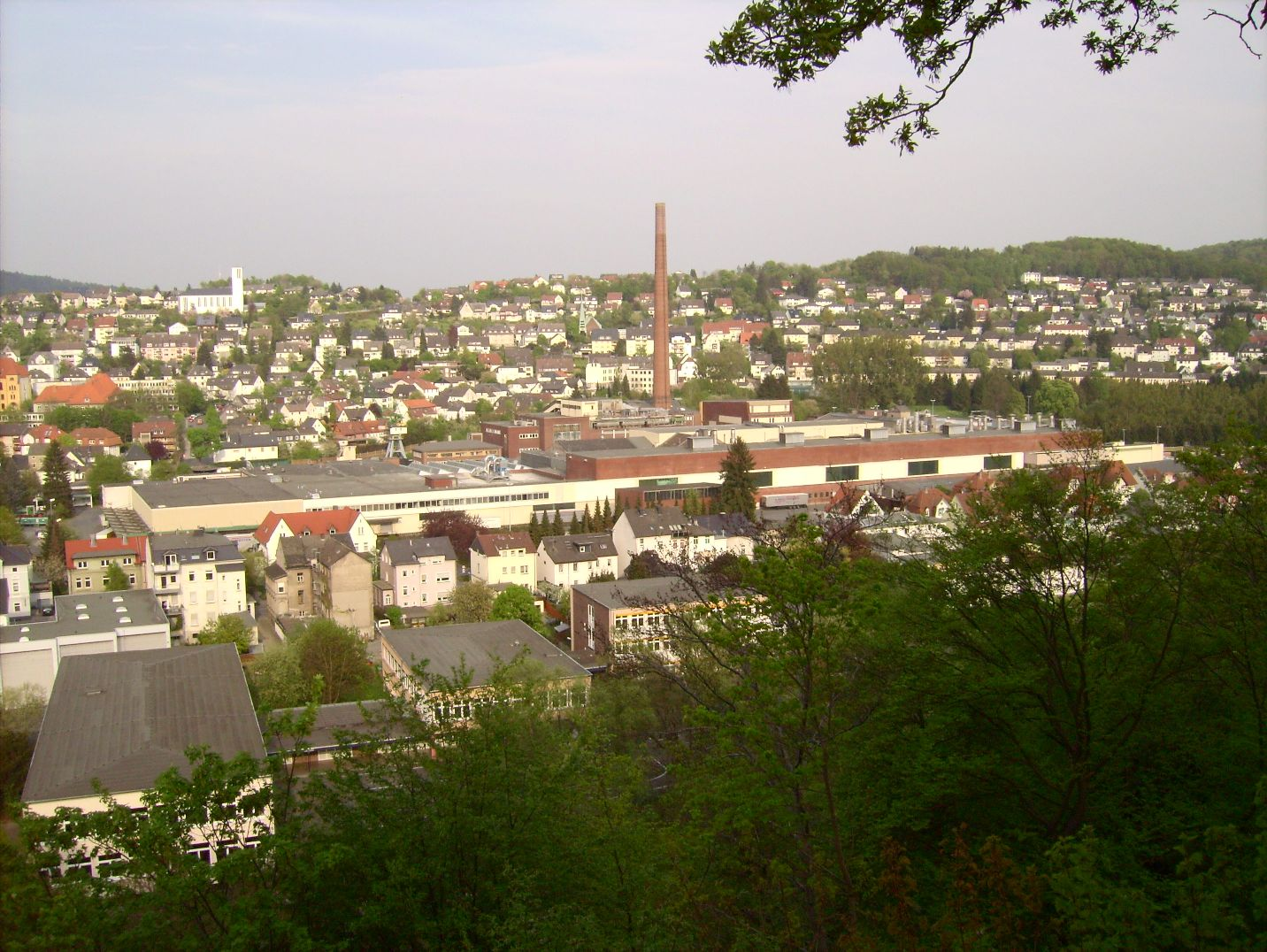
Werk Arnsberg

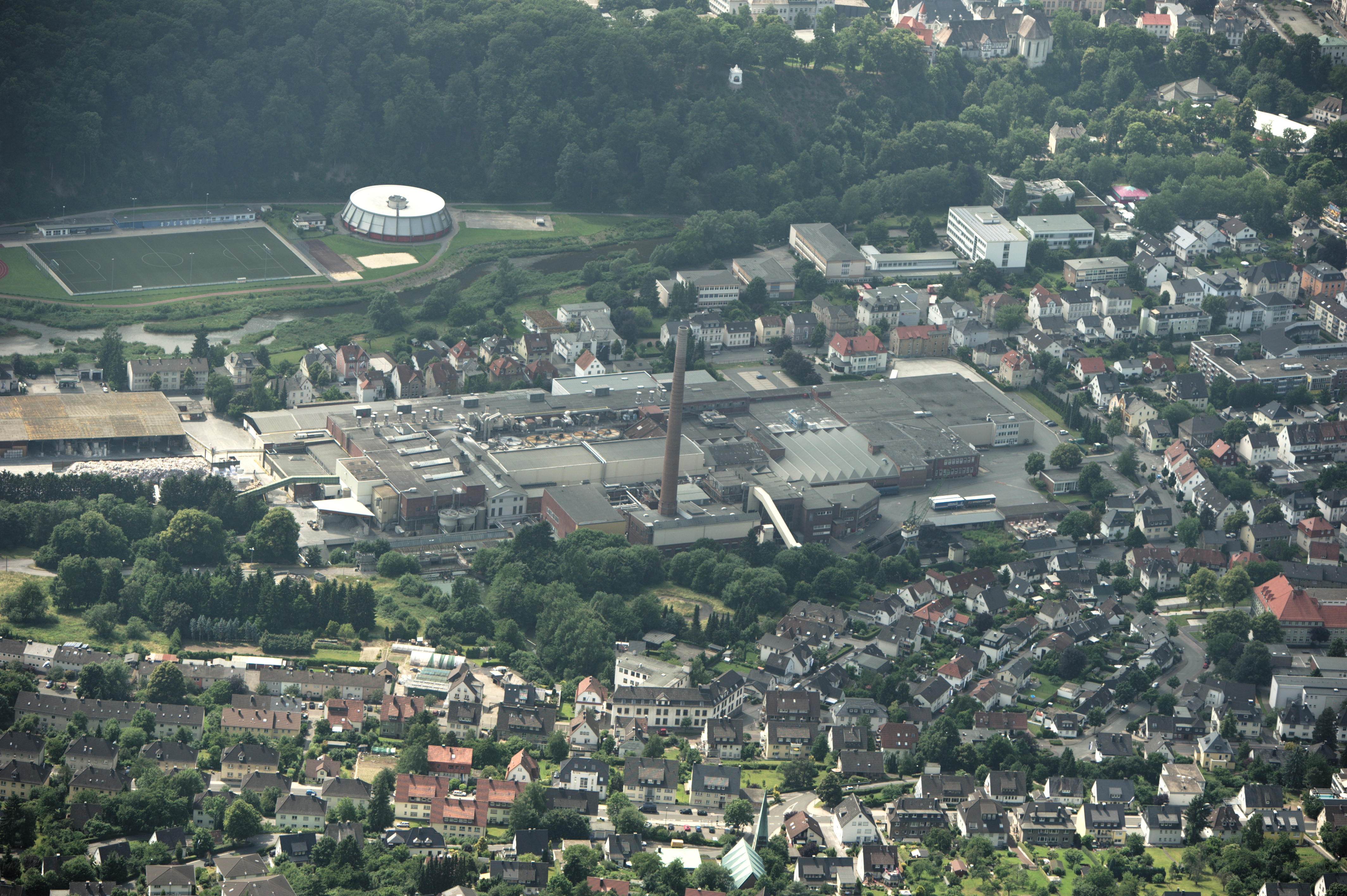
Arnsberg, Neustadt mit Werk R.D.M. Arnsberg GmbH

Das Werk in Arnsberg wurde 2008 durch die Fusion mit Cascades eingebracht. Dort produzieren etwa 315 Mitarbeiter pro Jahr 230.000 t Faltschachtelkarton aus Altpapier. Damit ist es einer der größten gewerblichen Arbeitgeber in dieser Stadt.
Das Unternehmen setzt dabei eine Tradition fort, die 1901 mit der Gründung der Ruhrwerke AG begann. Diese nutzte die Wasserkraft, die durch einen Tunnel durch einen Berg zwischen zwei Ruhrschleifen erzeugt wurde. Ursprünglich wurde das Werk zur Karbiderzeugung errichtet. Bald aber ging man zur Kartonerzeugung über. Im Jahr 1903 wurde die erste und 1906 eine zweite Kartonmaschine in Betrieb genommen. Im Jahr 1918 wurde das Werk von der Papierfabrik Reisholz und 1928 von der Feldmühle AG übernommen. Im Jahr 1955 wurde neben der bisherigen Wasserkraftanlage ein Kohlehochdruckkraftwerk errichtet und 1957 eine dritte Kartonmaschine in Betrieb genommen. Im Jahr 1989 wurde die Kartonmaschine 1 und die Holzschleiferei stillgelegt. Im Jahr 1990 ging das Werk in den Besitz des Papierherstellers Stora, im Jahr 1997 in den Besitz des Unternehmens Cascades und schließlich 2008 von Reno De Medici über.
Seit dem 1. März 2017 firmiert das Werk in Arnsberg unter dem Namen R.D.M. Arnsberg GmbH.